# 손홍준
손홍준(孫洪駿, 일본식 이름: 孫園禮光, 1886년 ~ ?)은 일제강점기와 대한민국의 기업인이다.

## 생애
경기도 개성 출신으로 개성 갑부 중 한 명이었던 손봉상의 장남이다. 인삼 농사로 부호가 된 손봉상은 공성학, 김정호 등과 함께 일제 강점기의 개성 지역 상업계를 대표하는 인물이었다.
일본에 유학하여 고베 고등상업학교를 졸업하였고, 아버지의 뒤를 이어 실업계에서 활동하였다. 인삼 산업 관련 합자회사인 고려삼업사 사장을 지낸 것을 비롯, 개성상공회의수 회두, 개성인삼판매조합장 , 개성동업조합장, 개성인삼동업조합장, 개성삼업주식회사 사장 등을 맡았다.
개성부회 부회의원과 부의장, 개성 초대부윤을 역임하는 등 개성 지역에서 공직에도 진출했다. 태평양 전쟁 기간 중에는 비행기 대금 1만원을 내놓는 등 고액의 국방헌금을 헌납했다. 시국대응전선사상보국연맹 개성분회장을 지내고 조선임전보국단과 조선경방협회에서도 활동하였다.
2008년에 민족문제연구소가 발표한 친일인명사전 수록예정자 명단 중 지역유력자 부문에 선정되었다.

## 같이 보기
- 조선임전보국단
- 손봉상

## 참고 자료
- 손홍준(孫洪駿) - 국사편찬위원회